# Abadía de Valmagne
La Abadía de Valmagne (del francés: abbaye de Valmagne) es una antigua abadía de estilo cisterciense situada en Villeveyrac, departamento de Hérault, en Francia.

## Historia

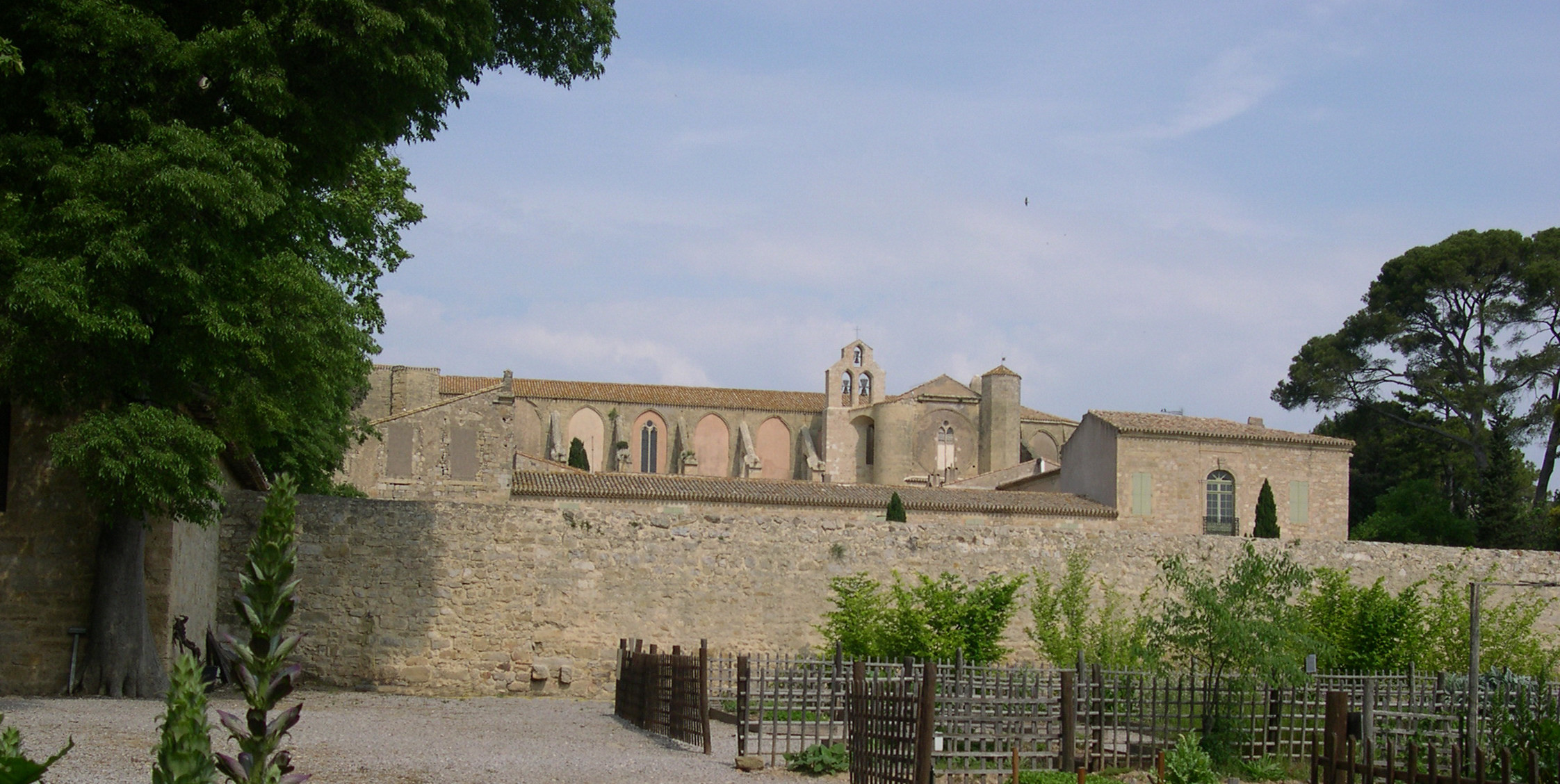
Abadía de Valmagne.

La abadía fue fundada en 1138 por Raymond I de Trencavel, vizconde de Béziers, quien la puso bajo el control de los benedictinos. Dependía de la abadía de Cadouin. En 1159 se unió a la Abadía de Cîteaux quedando por tanto adscrita a la Orden del Císter.
Vivió su época dorada entre los siglos XII y XIV, siendo saqueada varias veces durante la Guerra de los Cien Años y posteriormente la Revolución francesa (lo que obligaría a los últimos monjes a abandonar la abadía en 1789). En ese momento la abadía es confiscada y nombrada Bien nacional para ser posteriormente vendida en 1791 a M. Granier-Joyeuse. De ahí pasaría al Conde de Turenne (en 1838) a cuya familia pertenece en la actualidad.
Hoy en día la Abadía de Valmagne está abierta al turismo (de hecho se encuentra clasificada como Monument historique) y alberga eventos culturales de forma esporádica.

## Arquitectura
La iglesia que se puede ver actualmente de estilo gótico clásico fue reconstruida en 1257. Su nave de 23 m de alto y 83 de largo se reconvirtió en bodega durante la Revolución y aún almacena las barricas para la producción de vino del viñedo cercano.
Pese a todo el claustro, la sala capitular y el edificio en general presentan un buen estado de conservación que convierte a la Abadía de Valmagne en uno de los principales atractivos arquitectónicos del departamento.

## Galería

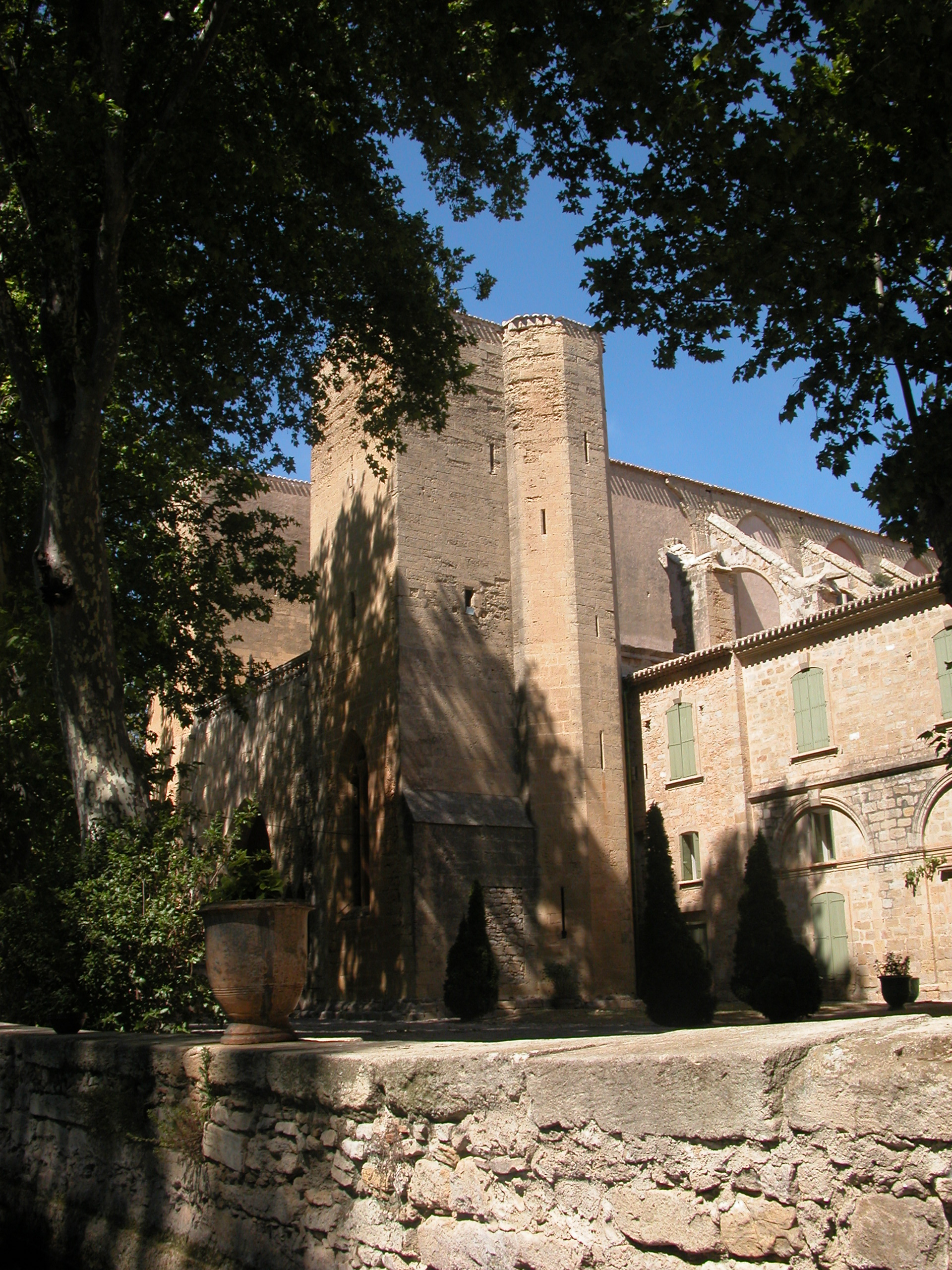
Vista desde la entrada.
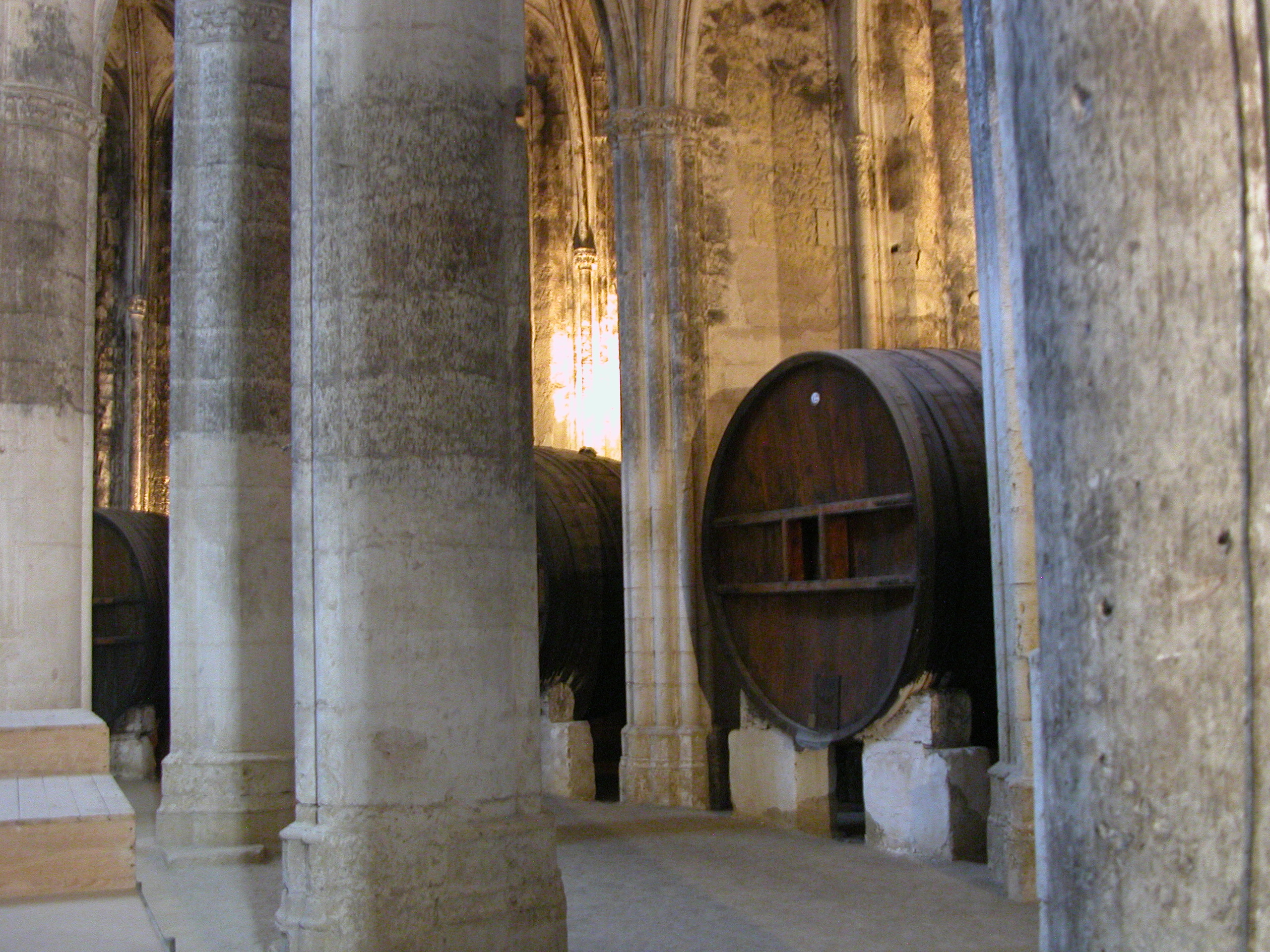
Iglesia.
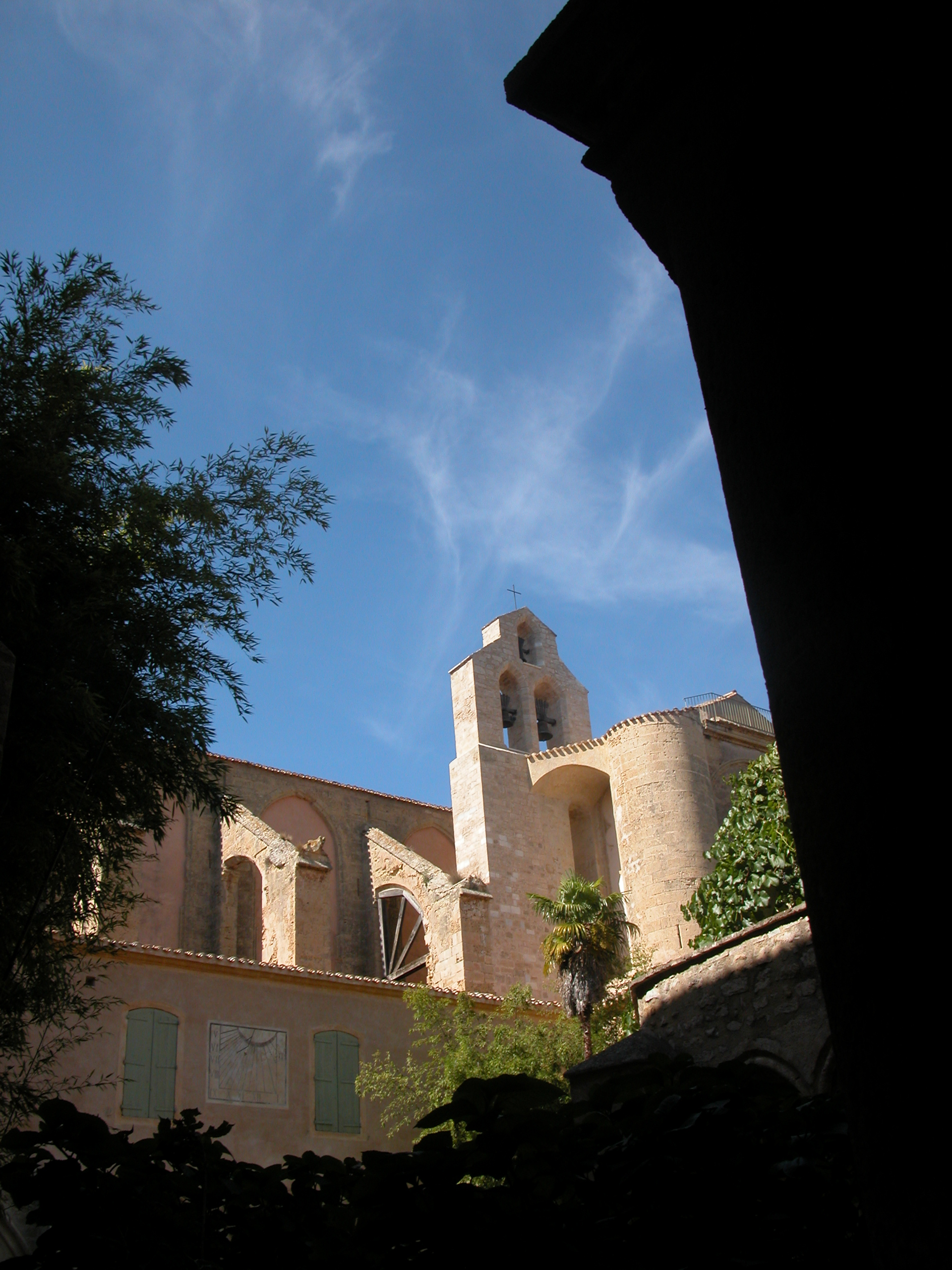
Iglesia, vista desde el claustro.
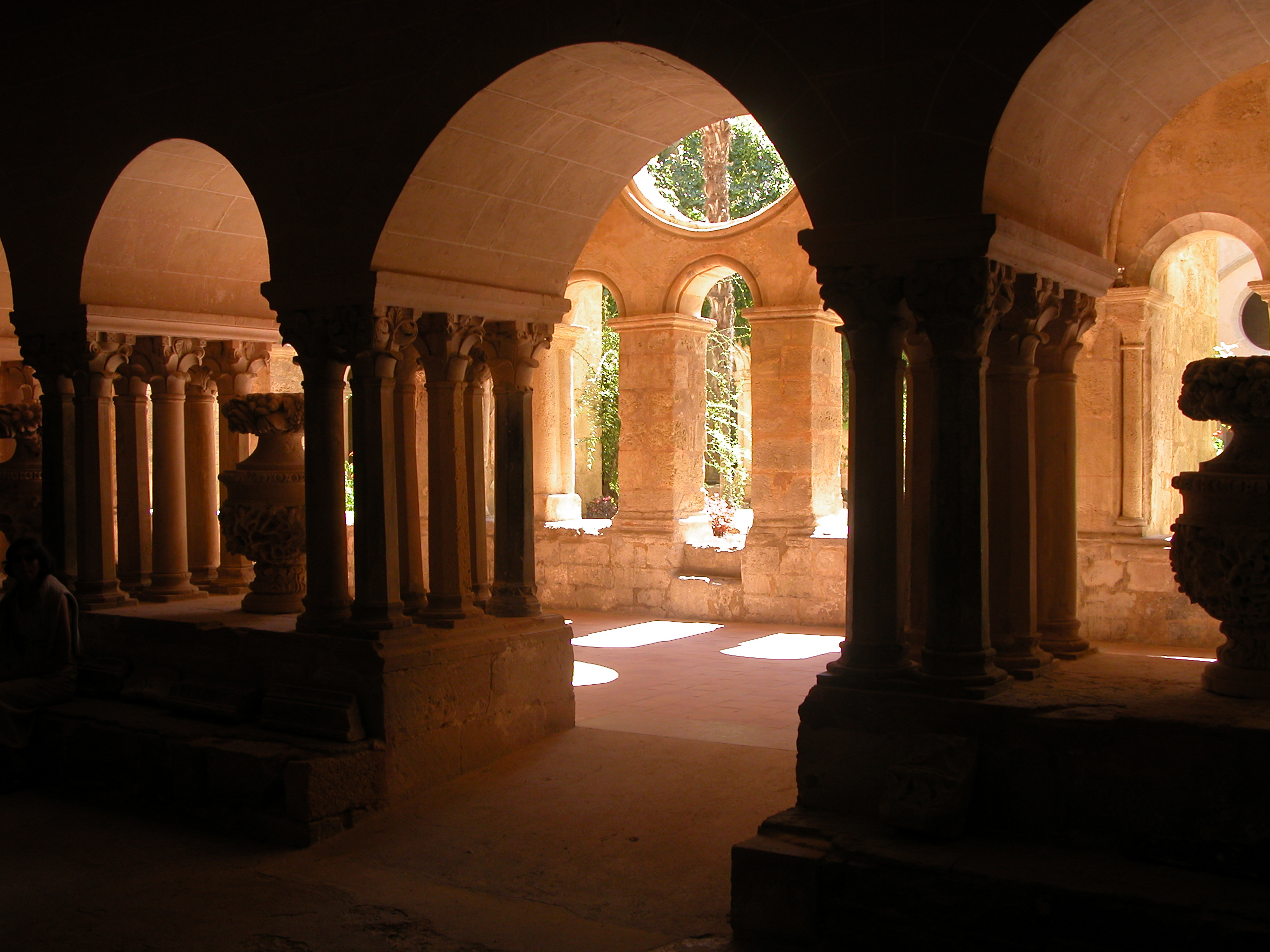
Sala capitular.
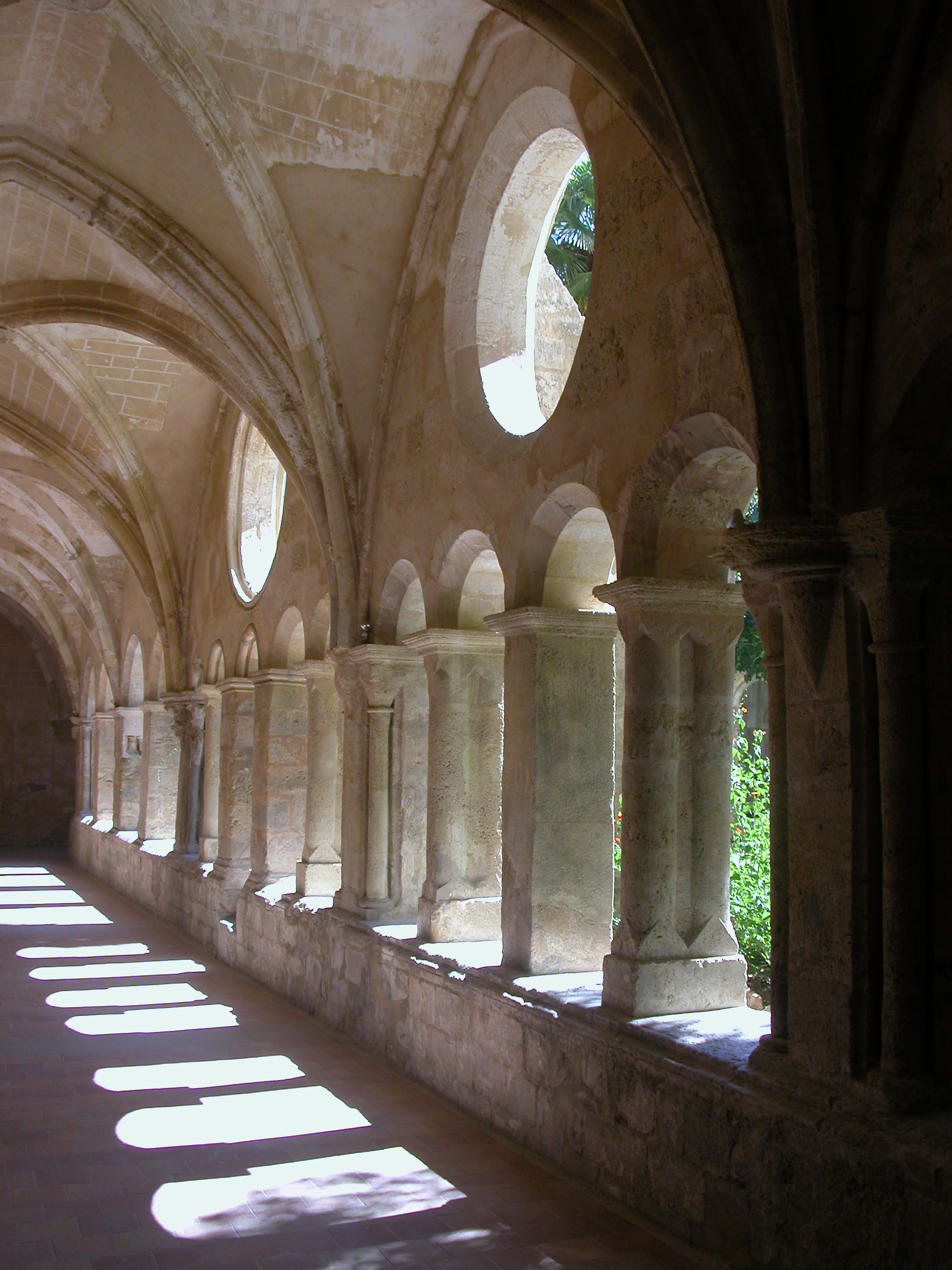
Claustro.
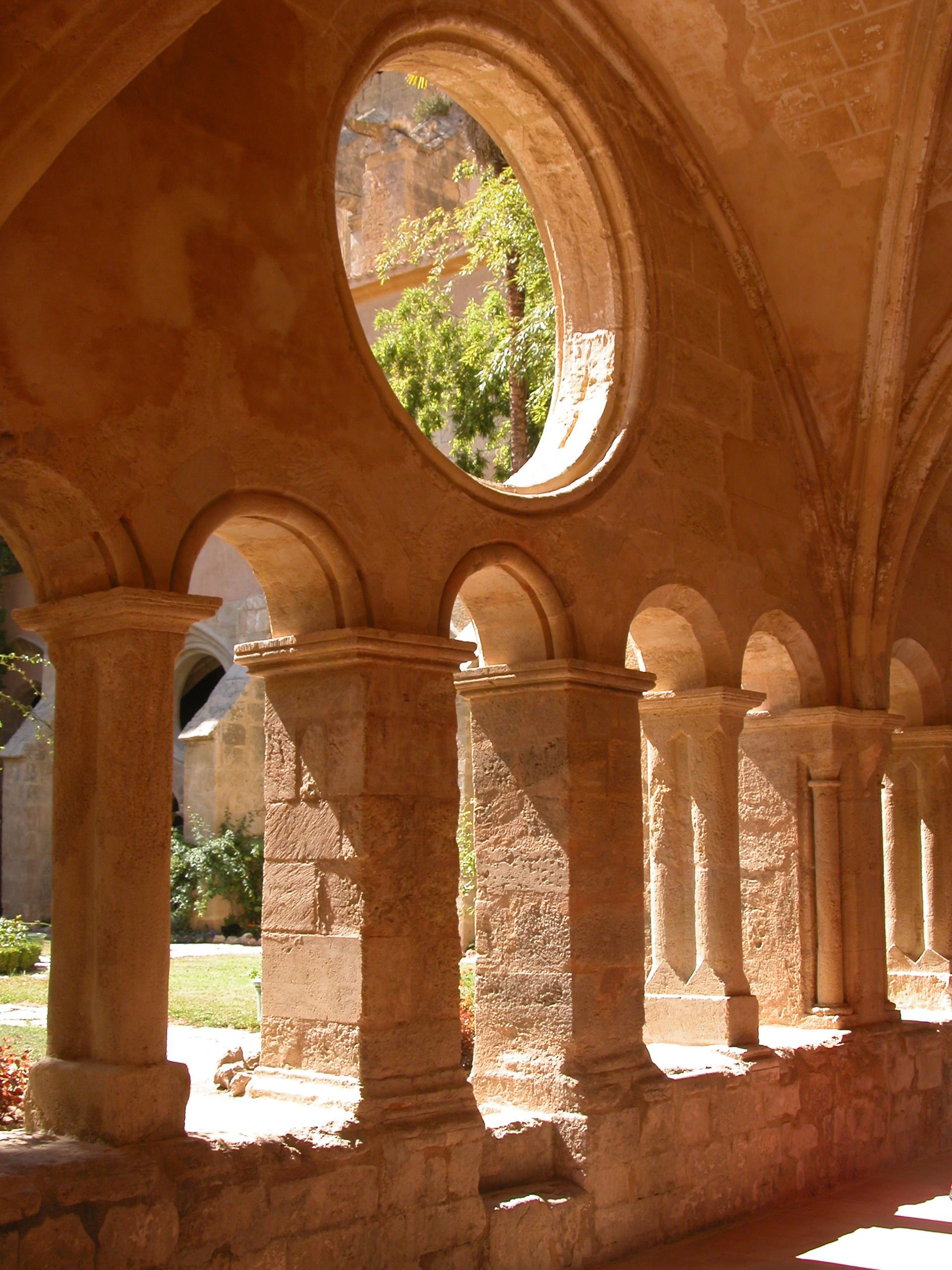
Claustro.
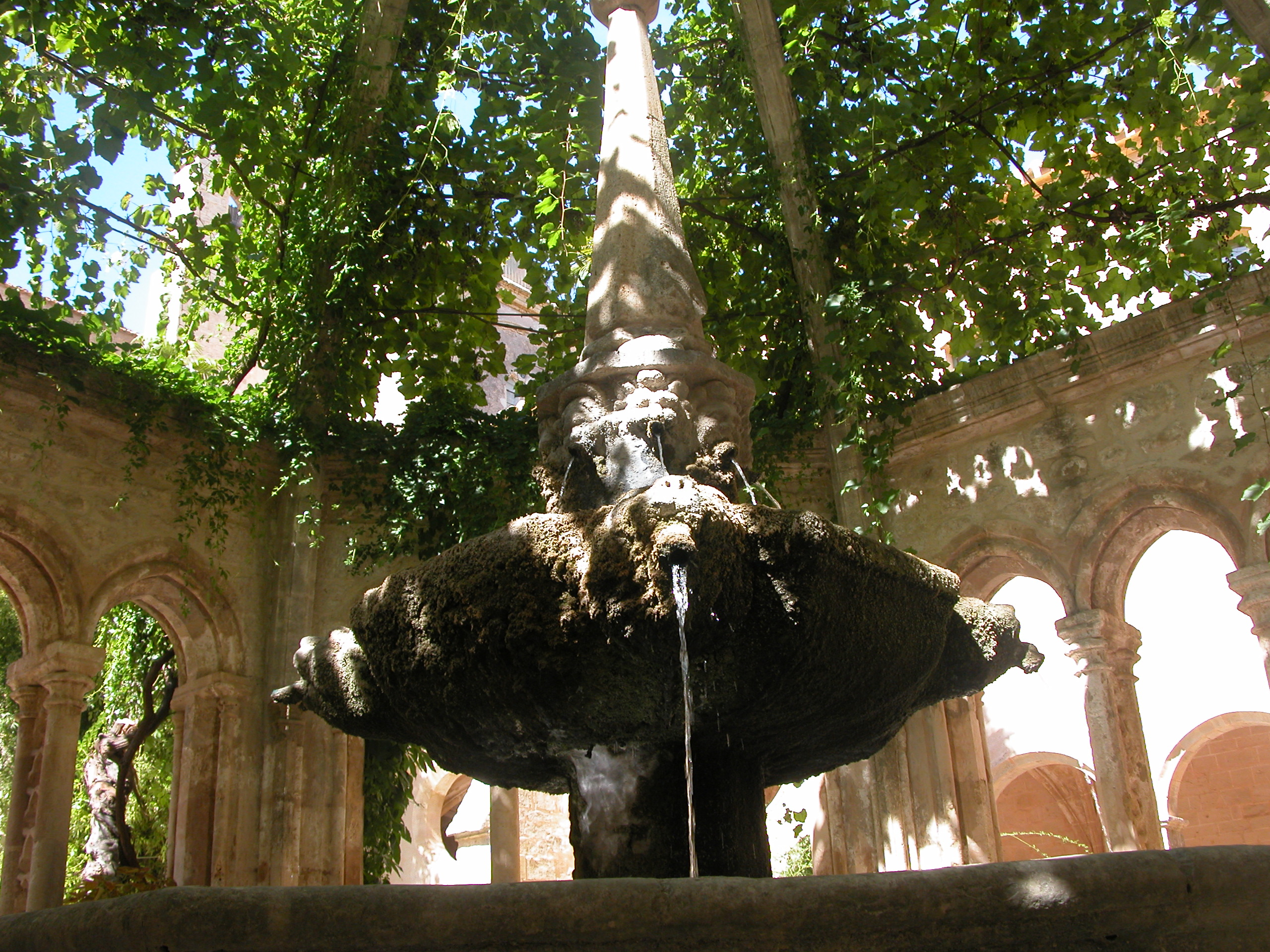
Lavabo.
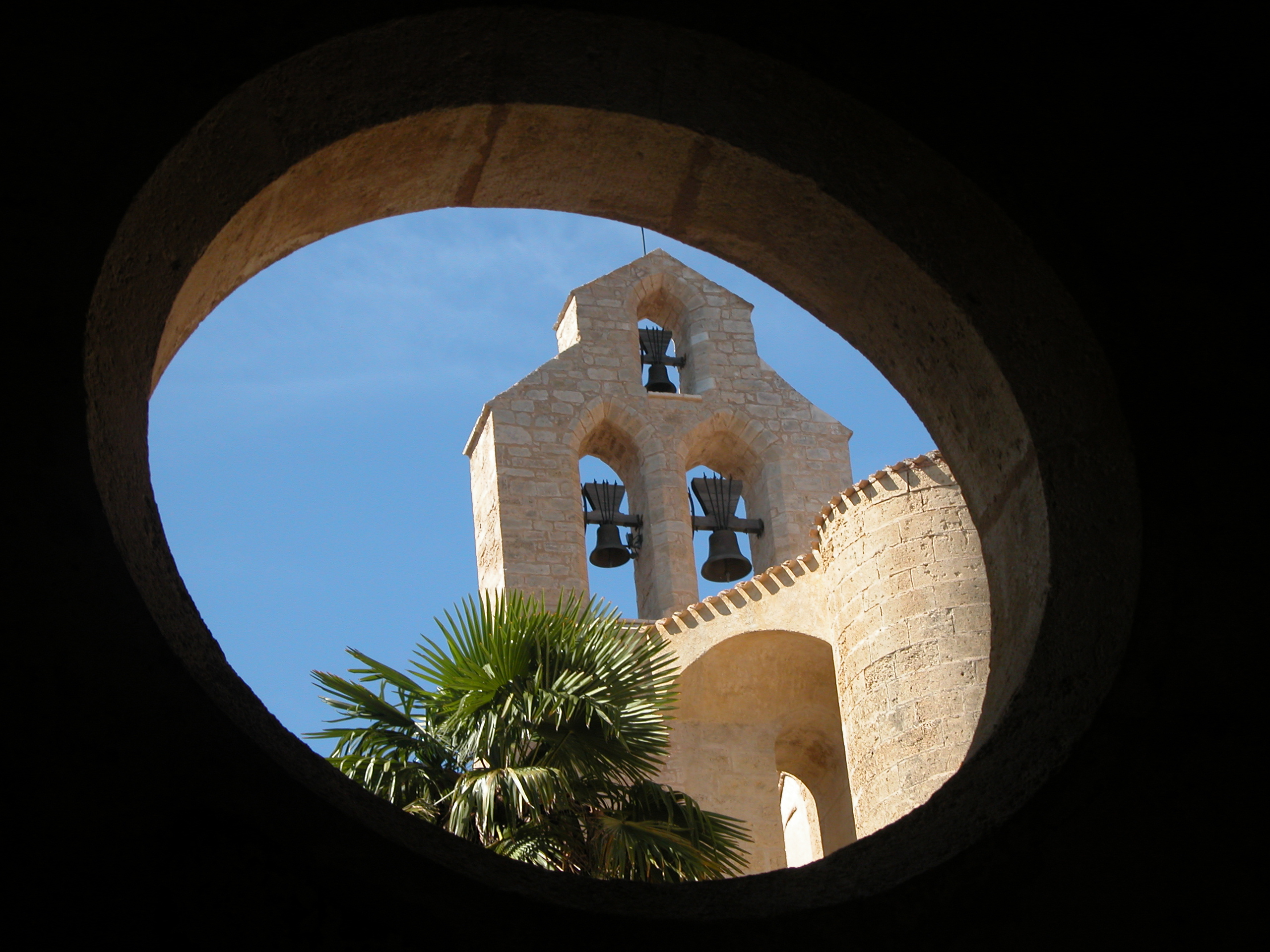
Campanario.